# Petenera
La petenera est un palo de flamenco composé de quatre vers de huit syllabes qui fait partie du cante jondo.

## Présentation
C'est un chant ancien dont le thème portait sur les enterrements et les funérailles à l'origine. 
Son nom viendrait d'une chanteuse de la fin du XVIIIe siècle originaire de Paterna de Rivera et que l'on surnommait La Petenera,.
Ce chant fut d'abord interprété par Antonio Chacón. Il passa ensuite à La Niña de los Peines, qui fit sa propre version en enrichissant la mélodie, puis fut repris par d'autres chanteurs comme Pepe el de la Matrona.
La danse de la petenera fut très populaire à la fin du XIXe, elle était enseignée dans les écoles de danse à la suite des séguédilles sévillanes.
Federico García Lorca dédia à ce chant son poème «Gráfico de la petenera», qui fait partie de son œuvre Poema del cante jondo (1931), l'interprétant au piano accompagné par La Argentinita dans un enregistrement historique. Le compositeur Pablo de Sarasate écrivit une œuvre intitulée Peteneras, Caprice espagnol pour violon et piano, Op.35.